# Langues les plus puissantes
Les dix langues les plus puissantes diffèrent selon les critères de classement.

## Classement de Kai L. Chan pour l'INSEAD (2016)
Kai L. Chan, pour le compte de l'INSEAD, a réalisé une étude sur la puissance des langues dans le monde appelée Power Language Index, publiée en 2016.
| Rang | Langue    |
| ---- | --------- |
| 1    | Anglais   |
| 2    | Mandarin  |
| 3    | Français  |
| 4    | Espagnol  |
| 5    | Arabe     |
| 6    | Russe     |
| 7    | Allemand  |
| 8    | Japonais  |
| 9    | Portugais |
| 10   | Hindi     |

### Méthodologie
L'étude est basée sur différents critères, en tout 20, répartis en cinq thèmes : géographie, économie, communication, connaissance et média, et diplomatie.

### Langues utiles professionnellement
Les langues les plus citées pour leur puissance, leur influence, sont celles aussi jugées les plus utiles à savoir pour sa propre capacité à communiquer, à travailler, et diverses autres opportunités,,. Le classement de ces langues varie en fonction de la demande en langues des employeurs dans le pays cible. 
Ainsi, le British Council ou encore la francophonie ou l'institut Cervantes espagnol ont produit ce type d'étude pour leur marché propre, comparant la langue qu'ils représentent avec les autres, notamment à des fins de prospective,.

### Caractère relatif de la démographie
L'aspect démographique est une chose, mais elle ne fait pas tout. L'importance d'une langue s'analyse également à l'aune de son utilisation dans différents domaines, de son influence au niveau international, de son apprentissage, de la taille économique des pays l'ayant comme langue de travail ou officielle.
On remarque que les premières langues du classement sont également les langues officielles de nombreuses organisations internationales, comme par exemple l'ONU, mais également les plus répandues (en termes de territoires, pays et continents).

## Classement de George Weber (1997)
George Weber, dans un article en 1997, avait déjà établi un classement des langues, les rangeant en fonction de leur influence :
| Rang | Langue    | Evolution 1997-2016 |
| ---- | --------- | ------------------- |
| 1    | Anglais   | =                   |
| 2    | Français  | + 1 place           |
| 3    | Espagnol  | + 1 place           |
| 4    | Russe     | + 2 places          |
| 5    | Arabe     | =                   |
| 6    | Mandarin  | - 4 places          |
| 7    | Allemand  | =                   |
| 8    | Japonais  | =                   |
| 9    | Portugais | =                   |
| 10   | Hindi     | =                   |

### Méthodologie
L'étude est basée sur des critères démographiques (nombre de locuteurs, d'apprenants, de pays, continents de diffusion, évolution dans le temps), économiques (PIB), capacité d'apprentissage (système d'écriture).

### Résultats
En comparaison des études actuelles disponibles, on obtenait déjà le classement actuel, à l'exception notable de la place du chinois et du russe, dans des directions inverses. 
La Chine n'avait pas encore la place qu'elle occupe aujourd'hui, ce qui explique sa relégation plus bas dans la liste, et donc l'obsolescence de l'étude à notre époque actuelle. Avec l'accroissement de son importance, le chinois rend les autres langues, à l'exception de l'anglais, relativement moins puissantes.
À l'image du classement actuel, on remarque également que le russe a changé de place. La langue russe a été chahutée par la perte d'influence de la Russie dans le monde, avec la disparition de l'URSS. Les pertes de place du français et de l'espagnol, sont, elles, moindres, donc moins spectaculaires.

## Classement des langues par poids sociolinguistique (2012)
Le baromètre Calvet, publié en 2012, prend en compte 11 critères de comparaison pour juger du poids des langues dans un sens sociolinguistique :
| Rang | Langue      |
| ---- | ----------- |
| 1    | Anglais     |
| 2    | Espagnol    |
| 3    | Français    |
| 4    | Allemand    |
| 5    | Russe       |
| 6    | Japonais    |
| 7    | Néerlandais |
| 8    | Italien     |
| 9    | Portugais   |
| 10   | Mandarin    |

### Méthodologie
Pour arriver à ce résultat, les critères de comparaison sont :
- le nombre de locuteurs en langue première
- la proportion de locuteurs de la langue dans les pays concernés
- les langues officielles
- la traduction en tant que langue source et langue cible
- le nombre de prix Nobel de littérature
- le nombre d'articles Wikipedia
- l'IDH
- le taux de fécondité
- le taux de pénétration internet

### Résultats
Le néerlandais et l'italien apparaissent bien placés, alors que leur diffusion n'est pas aussi importante que pour d'autres langues. Aussi, le classement met plus en avant des langues européennes que les langues asiatiques par exemple.

## Liens
Liste hiérarchique des langues

## Sources
1. ↑  (en-US) « Quelles sont les langues les plus puissantes au monde ? – Kai L. Chan » (consulté le 8 novembre 2020).
2. ↑  (en) Kai L. Chan, « POWER LANGUAGE INDEX », sur kailchan.ca, mai 2016 (consulté le 8 novembre 2020).
3. ↑  Communicaid S.A.R.L, « Quelles sont les langues les plus influentes au monde ? » (consulté le 8 novembre 2020).
4. ↑  (en) « The World’s Most Powerful Languages », sur INSEAD Knowledge, 22 mai 2017 (consulté le 8 novembre 2020).
5. ↑  (en-US) Marielle Zagada, « Quelles sont les langues à maîtriser en 2019 ? | goFLUENT », sur goFLUENT Blog, 27 février 2019 (consulté le 8 novembre 2020).
6. ↑  Inês Pimentel, « Les 10 langues les plus demandées dans le monde des affaires », sur blog.amplexor.com (consulté le 8 novembre 2020).
7. ↑  Communicaid S.A.R.L, « Les langues les plus exigées par les recruteurs français » (consulté le 8 novembre 2020).
8. ↑  (en) Teresa Tinsley, Kathryn Board, « LANGUAGES FOR THE FUTURE », sur britishcouncil.org, 2017 (consulté le 8 novembre 2020).
9. ↑  Organisation internationale de la Francophonie, « LA LANGUE FRANÇAISE DANS LE MONDE », sur observatoire.francophonie.org, 2019 (consulté le 8 novembre 2020).
10. ↑  (es) Instituto Cervantes, « EL ESPAÑOL: UNA LENGUA VIVA », sur cervantes.es, 2019 (consulté le 8 novembre 2020).
11. ↑  « Qui parle français dans le monde – Organisation internationale de la Francophonie – Langue française et diversité linguistique » (consulté le 8 novembre 2020).
12. ↑  (es) Ministerio de Asuntos Exteriores y de Cooperación, « EL ESPAÑOL EN EL MUNDO »(Archive.org • Wikiwix • Archive.is • Google • Que faire ?), sur exteriores.gob.es, 2018 (consulté le 8 novembre 2020).
13. ↑  « Quelles seront les langues les plus parlées à l'avenir ? », sur Être parents, 3 janvier 2019 (consulté le 8 novembre 2020).
14. ↑  « Official Languages », sur un.org, 18 novembre 2014 (consulté le 15 novembre 2020).
15. ↑  (en) George Weber, « Top languages », sur researchgate.net, 2 décembre 1997 (consulté le 15 novembre 2020).
16. ↑  (en-GB) « The world's 5 most influential languages by Fluent Language »(Archive.org • Wikiwix • Archive.is • Google • Que faire ?), sur Fluent Language Learning with Kerstin Cable (consulté le 15 novembre 2020).
17. ↑  « Carrières internationales : ces langues qui vont compter », sur Cadremploi (consulté le 15 novembre 2020).
18. ↑  A. de Tinguy, « L’étude des langues en France : mieux vaut parler chinois que russe », sur sciencespo.fr, octobre 2014 (consulté le 15 novembre 2020).
19. ↑  « Classement des langues du monde par poids sociolinguistique », sur Atlasocio.com (consulté le 26 février 2021).